# Bischofsmütze
Bischofsmütze (2458 m) je nejvyšší hora hřebene Gosaukamm, který samostatně vybíhá z masivu Dachstein. Vypíná se ve spolkové zemi Salcbursko nad městem Filzmoos. Nejlépe je dostupná od horské chaty Hofpürglhütte.

## Jméno hory
Dvouvrcholová osamělá hora Bischofsmütze (Biskupská čapka nebo Mitra) byla ve starších publikacích označována jako Čertovy rohy.

## Výstupy
Hora je pro horolezce velice atraktivní. Je dostupná pouze horolezeckou technikou. Prvovýstup vykonali Johann Anhäusler a Johann Steiner 28. června 1879 cestou Mützenschlucht (Jižní strž) obtížnosti 3 UIAA.
Vrcholové partie nejsou stabilní. V roce 1999 a 2001 byla pozorována velká řícení skal, která následovala po masivním řícení 22. září 1993, kdy se samovolně zřítil dvě stě metrů vysoký skalní pilíř. Dříve vedlo na Bischofsmütze přibližně třicet horolezeckých cest, zřícené stěny a pilíře zredukovaly tento počet na polovinu.